# Vila eueidiformis
Vila eueidiformis is een vlinder uit de familie Nymphalidae. De wetenschappelijke naam van de soort is voor het eerst geldig gepubliceerd in 1918 door James John Joicey & George Talbot.